# HNLMS K XV
Pour les articles homonymes, voir K15 (homonymie).
Le HNLMS K XV ou Zr.Ms. K XV (Pennant number: N26) est un sous-marin de la classe K XIV en service dans la Koninklijke Marine (Marine royale néerlandaise) pendant la Seconde Guerre mondiale.  

## Historique
Comme tous les autres sous-marins de la série K, le K XV est acheté par le ministère néerlandais des Colonies en tant que patrouilleur pour les Indes néerlandaises.
La quille du sous-marin est déposée à Rotterdam au chantier naval de Rotterdamsche Droogdok Maatschappij le 31 mai 1930. Le lancement a lieu le 10 décembre 1932. Le 30 décembre 1933, le sous-marin est admis dans la marine néerlandaise.
Le 7 février 1934, le K XV part avec le K XIV de Den Helder pour les Indes néerlandaises où les navires arrivent à Surabaya le 12 avril 1934. Pendant le voyage, les sous-marins font escale dans les ports suivants : Lisbonne, Cadix, Palerme, Port Saïd, Suez, Aden et Colombo. Le K XV est l'un des six sous-marins qui participent à la revue navale du 6 septembre 1938 pour marquer le 40e anniversaire à la tête de l'Etat des Pays-Bas de la Reine Wilhelmina.
Au début de 1941, le K XV est affecté à la 3e division de la flottille de sous-marins dans les Indes néerlandaises. Outre le K XV, le K XIV, le K XVI et le K XVIII font partie de la division.

### Défense des Indes orientales néerlandaises
En novembre 1941, la 3e division sous-marine est transférée de Surabaya à l'île de Tarakan près de Bornéo, car une invasion japonaise de cette région est attendue. Le 8 décembre, après le déclenchement de la guerre avec le Japon, la 3e division sous-marine doit protéger le détroit de Makassar entre Kalimantan et Célèbes. À partir du 12 décembre, les patrouilles sont déplacées vers la mer de Chine méridionale. Au cours du mois de décembre, le K XV est envoyé en divers endroits où est signalée une possible flotte d'invasion, mais le K XV ne repère aucun navire.
À partir de janvier 1942, le K XV fait partie de la 5e division sous-marine. Après un entretien, le navire patrouille la mer de Java et l'océan Indien jusqu'en mars 1942. Au cours de ces patrouilles, deux navires japonais sont attaqués, l'un d'eux a manqué sa cible et le second n'a subi que des dommages. Le navire endommagé, le pétrolier japonais Tsurumi, a été coulé par un sous-marin américain plus tard cette année-là.

### Maintenance majeure
En mars 1942, le K XV se refugie à Colombo et le navire passe sous commandement britannique. Depuis Colombo, des patrouilles sont effectuées le long de la côte ouest de Sumatra. Le 1er août 1942, le K XV part pour un entretien régulier à Philadelphie. Le navire a pris la route via l'Afrique du Sud, ce qui l'amène dans les ports suivants : Diego Suarez, East London, Simon's Town, Freetown et les Bermudes.
Deux mois plus tard, le 1er novembre, le K XV arrive à Philadelphie pour effectuer un entretien périodique de 4 ans. Le K XV y est également équipé d'un sonar, les deux canons de 40 mm sont remplacés par un modèle de 20 mm et les deux tubes lance-torpilles externes sont retirés. Lors du chargement des torpilles, le 12 juin 1943, un câble se rompt, provoquant l'écrasement du premier officier du K XV par une torpille. Après plusieurs essais, le navire part pour un entretien complémentaire le 16 juin 1943 à Dundee en Ecosse.
Le 2 juillet 1943, le K XV arrive à Dundee. Là, le navire est équipé d'un nouveau matériel, dont une installation radar. Après la modification à Dundee, le navire repart vers Colombo.

### Opérations en Asie
Le 25 décembre 1943, le K XV arrive à Colombo où le navire est amarré à côté du navire ravitailleur de sous-marins: le Plancius. À cause d'une fuite de l'arbre d'hélice, le K XV doit aller en cale sèche pour maintenance. Le 1er février 1944, le K XV part pour Fremantle en Australie et le navire effectue une patrouille au large de la côte ouest de Sumatra. Le 28 février, le navire est arrivé à Fremantle où il est sous commandement opérationnel américain. Pendant une période en Australie, le K XV effectué 10 opérations NEFIS (Netherlands East Indies Forces Intelligence Service) à partir de Darwin. Au cours de ces opérations, deux petits navires, de 10 et 50 tonnes, sont coulés au canon.

### Le K XV après la Seconde Guerre mondiale
Après la reddition du Japon, le K XV retourne aux Indes orientales néerlandaises où le navire stationne à Tandjong Priok. Depuis Tandjong Priok, le navire effectue des patrouilles dans le détroit de la Sonde. Au cours de ces patrouilles, les navires sont arrêtés et fouillés. 
Le 23 avril 1946, le navire est mis hors service pour être vendu pour la ferraille en 1950.

## Commandants
- Luitenant ter zee 1e klasse (Lt.Cdr.) Jan Beckering Vinckers du 21 août au 20 octobre 1939
- Luitenant ter zee 2e klasse (Lt.) Armand van Karnebeek du 20 octobre 1939 au 18 janvier 1940
- Luitenant ter zee 1e klasse (Lt.Cdr.) Pieter Andréa Mulock van der Vlies Bik du 18 mars au 11 mai 1940
- Luitenant ter zee 2e klasse (Lt.) Baron Carel Wessel Theodorus van Boetzelaer, du 25 novembre 1940 au 6 mars 1946

## Palmarès
Navires coulés et endommagés par le K XV. 
| Date          | Nom     | Nationalité | Type                   | Tonnage | Destin    |
| ------------- | ------- | ----------- | ---------------------- | ------- | --------- |
| 1er mars 1942 | Tsurumi | Japon       | Pétrolier              | 8 000   | Endommagé |
| 23 avril 1944 | ?       | ?           | Prao                   | 10      | Coulé     |
| 23 avril 1944 | ?       | Japon       | Navire côtier à moteur | 50      | Coulé     |